# Cinnika Beiming
Ann Cinnika Beiming, född 17 januari 1972 i Burlöv, är en svensk politiker (socialdemokrat), som var ordinarie riksdagsledamot 1998–2006 (dessförinnan ersättare från 1997), invald för Stockholms läns valkrets.
I riksdagen var hon ledamot i arbetsmarknadsutskottet 2002–2006 (dessförinnan suppleant i samma utskott från 1998). Hon var även suppleant i finansutskottet och justitieutskottet.